# María Julia De Ruschi

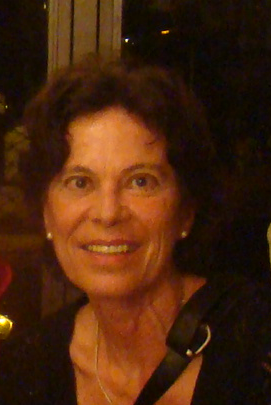
María Julia De Ruschi, 2015

María Julia De Ruschi (Buenos Aires, 1951), poeta, traductora y ensayista argentina que formó parte de los grupos Nosferatu y Último Reino, integrados, entre otros, por los poetas Mario Morales, Jorge Zunino, Horacio Zabaljáuregui, Víctor Redondo y Susana Villalba.

## Biografía
Su segundo libro de poemas, Polvo que une, se editó en España luego de haber recibido el premio Leopoldo Panero del Instituto de Cultura Hispánica en 1975. En la década de 1980 publicó dos libros en Venezuela, en la revista Zona Franca y la editorial Monte Ávila, et amava y Artemis cantando Artemis. Este último fue traducido al italiano por Elémire Zolla y publicado en su revista Conoscenza religiosa.
Publicó en Buenos Aires otros cuatro libros de poesía, La mujer vacilante (2003), Salir de Egipto (2007), Nada Escrito (2010) y Ordalía del agua (Ediciones Kalos, 2019).
Escribe también crítica literaria y ha traducido a poetas como Silvia Plath, Dino Campana, Mario Luzi y Milo De Angelis. El Fondo de Cultura Económica de la Argentina editó su antología de la obra de su maestro Mario Morales, La distancia infinita (2012).
Ha escrito y publicado numerosos ensayos sobre poetas latinoamericanos del siglo XX, como Francisco Madariaga, Jaime Sáenz y Ricardo Molinari de quien tiene pendiente la edición de un estudio biográfico-crítico.
Tiene tres hijos, es traductora del inglés, francés e italiano, coordina talleres de poesía y ha codirigido editoriales independientes de poesía, como El Imaginero (1984-2000) e hilos editora (2010-2012).